# Nordatlanten

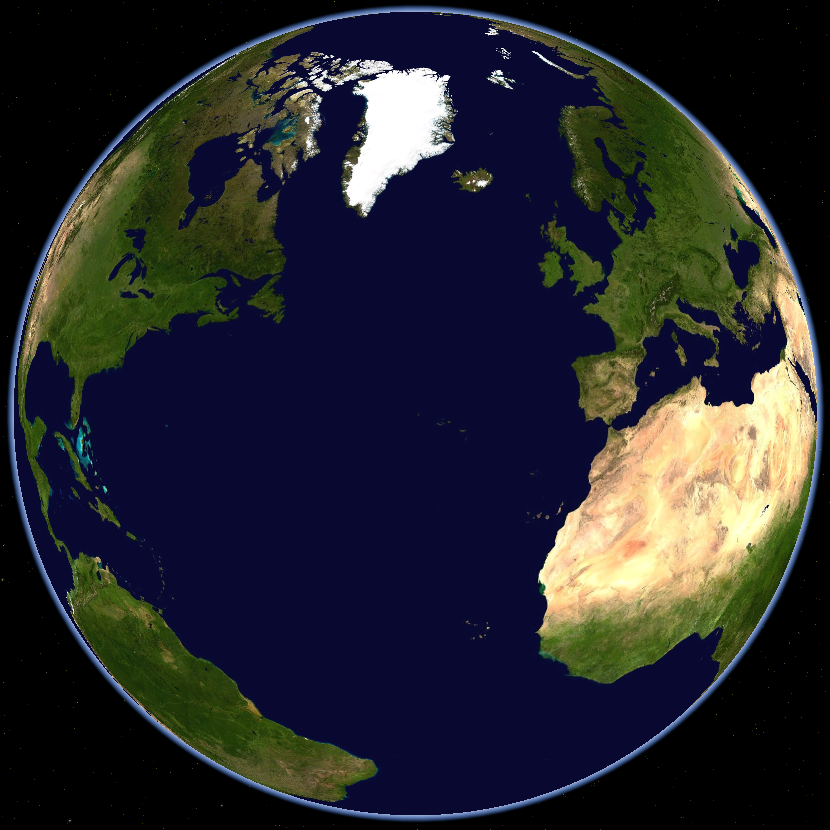
Nord- och Mellanatlanten

Nordatlanten är den delen av Atlanten som ligger norr om ekvatorn (jämför: Sydatlanten). Nordgränsen mot Norra ishavet går vid Framsundet mellan Grönland och Spetsbergen.
Viktiga öar och ögrupper är Kap Verde, Kanarieöarna, Madeira, Azorerna, Bermudaöarna, Brittiska öarna, Färöarna, Island, Grönland, Newfoundland och Karibien (Västindien).
Genom Nordatlanten strömmar Golfströmmen och Nordatlantiska strömmen.

## International Hydrographic Organizations definition

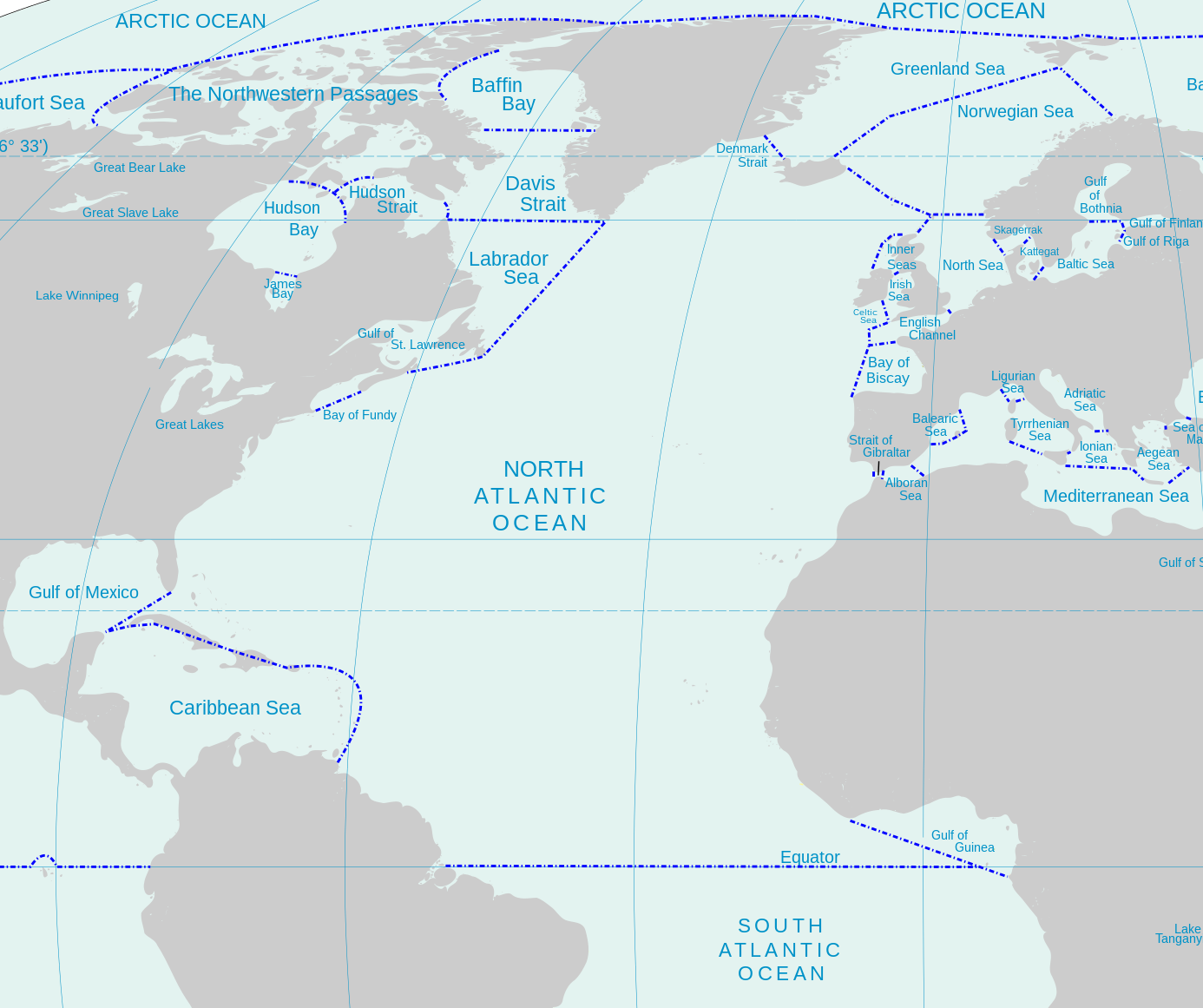
Nordatlanten enligt IHO (gränsen vid Biscayabukten/Engelska kanalen är dock inte korrekt då denna går något längre österut än vad bilden visar). Notera också att enligt IHO:s definition av "North Atlantic Ocean" ingår Labradorhavet i Nordatlanten eftersom nordgränsen dras vid Davis sunds sydgräns.

International Hydrographic Organization har en snävare definition än den som anges i inledningen, då bihav som Grönlandshavet, Norska havet, Nordsjön, Medelhavet och Karibiska havet inte ingår. Ej heller inräknas Mexikanska golfen, Fundybukten, Saint Lawrenceviken, Davis sund (norr om 60° N), vattnen inom de brittiska öarna (som Nordkanalen, Irländska sjön och Bristolkanalen), Engelska kanalen, Biscayabukten och Guineabukten (från Kap Palmas i Liberia till Kap Lopez i Gabon).